# Drženice
Drženice (ungarisch Derzsenye) ist eine Gemeinde im Westen der Slowakei mit 389 Einwohnern (Stand 31. Dezember 2024), die zum Okres Levice, einem Teil des Nitriansky kraj, gehört.

## Geographie
Die Gemeinde befindet sich im Osten des slowakischen Donautieflands im nördlichen Teil des Hügellands Ipeľská pahorkatina, im Einzugsgebiet der Sikenica beziehungsweise Hron. Das Ortszentrum liegt auf einer Höhe von 231 m n.m. und ist 14 Kilometer von Levice entfernt.
Zur Gemeinde gehört seit 1973 der südlich des Hauptortes gelegene Ort Kmeťovce (bis 1948 „Disnoš“; ungarisch Disznós).
Nachbargemeinden sind Devičany im Norden, Bátovce im Osten, Žemberovce im Südosten und Süden, Levice (Stadtteil Horša) im Südwesten und Nová Dedina im Westen.

## Geschichte
Drženice wurde zum ersten Mal 1296 als Drysine schriftlich erwähnt und war zuerst Besitz des Landadels, vor allem der örtlichen Familie Derzsenyei, im 16. Jahrhundert kam es zur Herrschaft der Burg Lewenz. Im 16. und 17. Jahrhundert war das Dorf mehrmals gegenüber dem Osmanischen Reich tributpflichtig, zum Beispiel betrug die Steuer im Jahr 1570 insgesamt 4000 Akçe. Im 18. Jahrhundert gehörten die Ortsgüter der Familie Hódossy, im 19. Jahrhundert den Familien Esterházy und Boronkay.  1554 standen neun Ansiedlungen im Ort, 1715 gab es eine Mühle und 28 Haushalte, 1828 zählte man 66 Häuser und 398 Einwohner, die als Landwirte und Winzer beschäftigt waren. Im 18. und 19. Jahrhundert arbeitete eine Glashütte im Ort.
Bis 1918 gehörte der im Komitat Hont liegende Ort zum Königreich Ungarn und kam danach zur Tschechoslowakei beziehungsweise heute Slowakei. In der ersten tschechoslowakischen Republik waren die Einwohner als landwirtschaftliche Arbeiter im örtlichen Großgut beschäftigt.

## Bevölkerung
| Jahr                | 1994 | 2004    | 2014    | 2024    |
| ------------------- | ---- | ------- | ------- | ------- |
| Anzahl der Personen | 431  | 417     | 380     | 389     |
| Unterschied         |      | −3,24 % | −8,87 % | +2,36 % |

| Jahr                | 2023 | 2024    |
| ------------------- | ---- | ------- |
| Anzahl der Personen | 386  | 389     |
| Unterschied         |      | +0,77 % |

Nach der Volkszählung 2011 wohnten in Drženice 383 Einwohner, davon 370 Slowaken, 10 Magyaren und ein Tscheche. Zwei Einwohner machten keine Angabe zur Ethnie.
236 Einwohner bekannten sich zur römisch-katholischen Kirche, 60 Einwohner zur Evangelischen Kirche A. B., jeweils ein Einwohner zu den Mormonen und zu den Zeugen Jehovas und drei Einwohner zu einer anderen Konfession. 56 Einwohner waren konfessionslos und bei 26 Einwohnern wurde die Konfession nicht ermittelt.

## Bauwerke
- evangelische Kirche im spätklassizistischen Stil aus dem Jahr 1858, der klassizistische Altar stammt aus dem Jahr 1770[6]